# Dichochrysa aromatica
Dichochrysa aromatica är en insektsart som först beskrevs av C.-k. Yang och X.-k. Yang 1989.  Dichochrysa aromatica ingår i släktet Dichochrysa och familjen guldögonsländor. Inga underarter finns listade i Catalogue of Life.